# Salchak Toka
Salchak Kalbak-Jorékovich Toka (En ruso: Салчак Калбакхорекович Тока, Saryg-Sep, 15 de diciembre de 1901–Kizil, 11 de mayo de 1973) fue un político tuviniano y soviético. Por muchos años fue el gobernante comunista de Tannu Tuvá y también la segunda persona en ejercer el cargo de primer ministro de la República Popular de Tannu Tuvá.
Salchak Toka estableció estrechos contactos con Iósif Stalin. Después de la ejecución de Donduk Kuular en 1932, Salchak Toka se convirtió en gobernante de Tannu Tuva. Introdujo una ideología comunista siguiendo el modelo soviético, se colectivizó la agricultura nómada, se modernizo el país y se suprimieron las religiones tradicionales (budismo tibetano y chamanismo). Se desarrolló un culto personal a su alrededor y recibió numerosos premios soviéticos por sus obras literarias.

## Historia
Estudió en Moscú y en Kyzyl en la Universidad Comunista del Este. En 1929, el jefe de Estado Donduk Kuular fue depuesto y arrestado por los soviéticos, irritados por su actitud independiente y prorreligiosa. Donduk Kuular fue ejecutado en 1932 y rehabilitado en 2007. Cinco graduados tuvanos de la mencionada universidad, entre ellos Toka, fueron designados Comisarios Extraordinarios para Tuvá. Su lealtad a Stalin aseguraba que ellos llevarían adelante las políticas pretendidas por éste, como por ejemplo la colectivización, que Donduk había ignorado. El 6 de marzo de 1932 Salchak Toka reemplazó a Donduk como Secretario General del Partido Revolucionario del Pueblo Tuvano.
Después de la detención y ejecución de Donduk Kuular, Toka asumió poderes absolutos en Tannu Tuvá. Impuso la ideología comunista bajo el modelo soviético, la agricultura nómada fue colectivizada y las tradicionales religiones (el budismo tibetano y el chamanismo) fueron suprimidas. Por otra parte, desarrolló un extraño culto de la personalidad alrededor de sí mismo, siendo varias veces galardonado con premios del Sóviet a sus trabajos literarios.

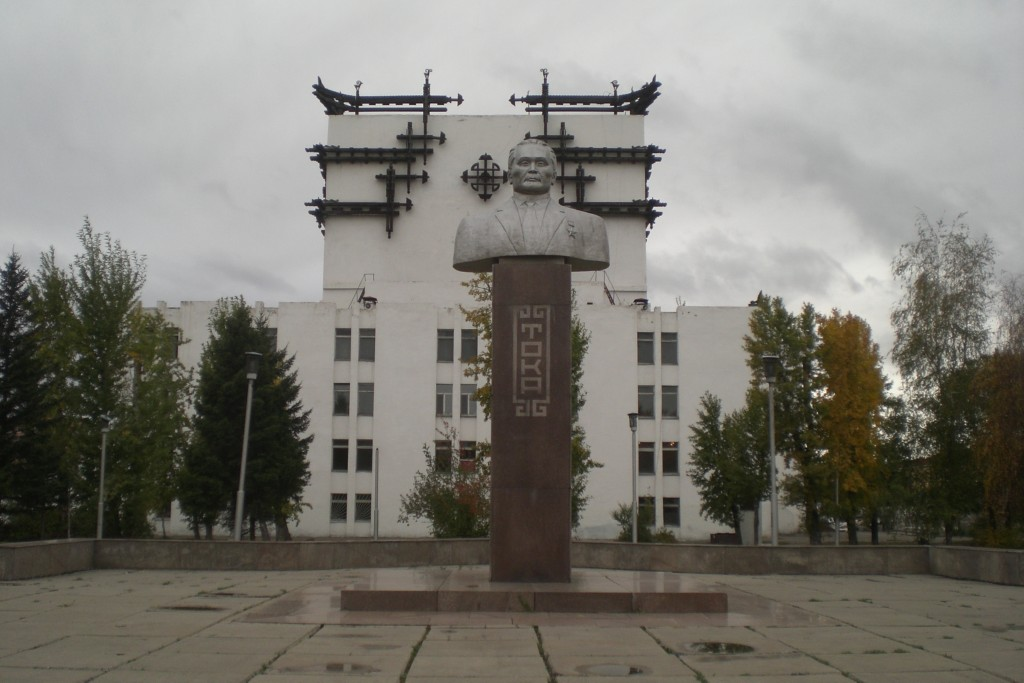
Estatua de Toka

El 25 de junio de 1941 declaró la guerra a los poderes del Eje, incorporando a su nación a la Segunda Guerra Mundial en el bando de los Aliados.
Fue el responsable político principal de la pérdida de la independencia de Tannu Tuvá, al solicitar la anexión por parte de la Unión Soviética sin consulta parlamentaria alguna. El evento se materializó el 30 de octubre de 1944; inicialmente como un óblast autónomo dentro de la República Socialista Federativa Soviética de Rusia, aunque a partir del 10 de octubre de 1961 se convirtió en la República Autónoma Socialista Soviética de Tuvá. Salchak Toka permaneció en el poder, ejerciendo el cargo de Primer Secretario del Comité Regional de Tuvá del Partido Comunista de la Unión Soviética. Falleció el 11 de mayo de 1973 en Kyzyl.